# Gemeinschaftliches Sortenamt
Das Gemeinschaftliche Sortenamt (CPVO, englisch Community Plant Variety Office) ist als Sortenamt eine Agentur der Europäischen Union mit eigener Rechtspersönlichkeit. Die Agentur wurde in Umsetzung der Verordnung (EG) Nr. 2100/94 etabliert. Am 27. April 1995 nahm es seine Arbeit auf; sein Sitz ist seit dem 6. Dezember 1996 in Angers, Frankreich.
Aufgabe des Gemeinschaftlichen Sortenamtes ist die Regelung des Sortenschutzes und die Vergabe von EU-weit geltenden gewerblichen Schutzrechten für Pflanzensorten.

## Aufbau des CPVO

### Verwaltungsrat
Der Verwaltungsrat setzt sich aus je einem Vertreter aus jedem Mitgliedsstaat und der Europäischen Kommission sowie deren Stellvertretern zusammen. Der Verwaltungsrat formuliert die Ziele und die wichtigsten Vorschriften, berät das CPVO und kontrolliert die Maßnahmen des Amtes sowie dessen Präsidenten.

### Führung des CPVO
Dem CPVO steht ein vom Rat der Europäischen Union bestellter Präsident vor. Dieser stellt den Haushaltsplan auf und sorgt für die Umsetzung der Aufgaben des CPVO im Rahmen der Gesetze der Europäischen Union. Er wird durch einen Vizepräsidenten unterstützt, der ihn bei Verhinderung vertritt. Außerdem überträgt der Präsident des CPVO einige seiner Aufgaben an den Vizepräsidenten. Derzeit stehen dem CPVO Francesco Mattina als Präsident vor.

### Präsidenten
- 1996–2011: Bart Kiewit[2]
- 2011–2021: Martin Ekvad
- seit 2022: Francesco Mattina

### Interne Organisation
Das CPVO besteht aus der Technischen Abteilung, der Finanz- und Verwaltungsabteilung und der Juristischen Abteilung. Neben diesen drei Hauptabteilungen gibt es noch zwei gleichrangige Servicegruppen: Das Personalwesen und der IT-Service.

### Beschwerdekammer
Die Beschwerdekammer nimmt Beschwerden über Entscheidungen des CPVO nach Artikel 67 der VO 2100/94 entgegen und befindet über sie. Dieser Kammer steht ein Vorsitzender oder dessen Stellvertreter(in) vor. Vorsitzende war die Vorsitzende Richterin am Bundespatentgericht Gabriele Winkler und ist derzeit (Januar 2021) der Niederländer Paul van der Kooij. Der/Die Vorsitzende oder ihr Stellvertreter wählt aus einer Liste von derzeit 20 Personen weitere Mitglieder für den aktuell zu behandelnden Fall aus. Die Mitglieder der Beschwerdekammer sind unabhängig, jedoch sind ihre Entscheidungen beim Europäischen Gerichtshof in Luxemburg anfechtbar.

### Übrige Organe
Verschiedene Organe der Europäischen Union haben direkten oder indirekten Einfluss auf das Gemeinschaftliche Sortenamt: der Rat, die Europäische Kommission, der Europäische Rechnungshof und der Europäische Gerichtshof.